# Dissident (пісня Pearl Jam)
«Dissident» (укр. Дисидент) — пісня американського рок-гурту Pearl Jam, четвертий сингл з альбому Vs. (1993)

## Історія створення
Музику до пісні було написано ще в 1992 році. Текст пізніше написав вокаліст Едді Веддер. Пісня розповідає трагічну історію жінки, що надала прихисток дисидентові, покохала його, але згодом зрадила, не витримавши відповідальності.
«Animal» увійшла до другого альбому Pearl Jam Vs., який вийшов 19 жовтня 1993 року. Вона стала четвертим синглом після «Go», «Daughter» та «Animal», вийшла за межами США і досягла помірного успіху в чартах по всьому світові. Композиція також потрапила до американського тижневого чарту Billboard Mainstream Rock, де посіла третє місце.

## Місця в хіт-парадах
| Хіт-парад (1994)                          | Найвища позиція |
| ----------------------------------------- | --------------- |
| Бельгія (Ultratop Flanders)               | 41              |
| Denmark (IFPI)                            | 3               |
| Europe (Eurochart Hot 100)                | 17              |
| Finland (Suomen virallinen lista)         | 7               |
| Франція (SNEP)                            | 24              |
| Німеччина (Media Control AG)              | 97              |
| Ірландія (IRMA)                           | 7               |
| Нідерланди (Dutch Top 40)                 | 16              |
| Нідерланди (Mega Single Top 100)          | 14              |
| Норвегія (VG-lista)                       | 2               |
| Шотландія (Official Charts Company)       | 20              |
| Велика Британія (Official Charts Company) | 14              |
| США (Mainstream Rock) (Billboard)         | 3               |